# حارة العماد (دار سعد)

تعديل مصدري - تعديل

حارة العماد هي إحدى حارات حي أول مايو الواقع بمديرية دار سعد التابعة لمحافظة عدن، بلغ تعداد سكانها 534 نسمة حسب تعداد اليمن لعام 2004.